# Christian Leotta
Pour les articles homonymes, voir Leotta.
Christian Leotta (Catane, 1980) est un pianiste virtuose italien. Leotta possède un vaste répertoire et est maintenant reconnu pour être le plus jeune pianiste depuis Daniel Barenboïm, à jouer et enregistrer l'intégrale des 32 Sonates pour piano de Beethoven.
Il commence ses cours de piano à sept ans, avant de poursuivre ses études au Conservatoire de Milan, avec Mario Patuzzi – un élève du célèbre Karl-Ulrich Schnabel. Leotta se perfectionne ensuite à la fondation Theo Lieven et également avec Rosalyn Tureck à la Tureck Bach Research Foundation à Oxford. Il étudie également la littérature et la philosophie à l'Université de Milan. Leotta débute officiellement sa carrière à Montréal en 2002, âgé de 22 ans et en moins d'un mois interprète toutes les sonates de Beethoven.

## Discographie
- Beethoven (Atma Classique) (OCLC 906202116)
  - vol. 1 : Sonates nos 7, 8, 12, 23, 24, 32 (2005-2006) (OCLC 811333158 et 884192728)
  - vol. 2 : Sonates nos 11, 21, 29, 30 (novembre 2008) (OCLC 811452251)
  - vol. 3 : Sonates nos 3, 9, 10, 13, 17, 19, 20, 25, 31 (mai/août 2009) (OCLC 767865439)
  - vol. 4 : Sonates nos 1, 4, 5, 15, 26, 27 (mai 2011) (OCLC 794367911)
  - vol. 5 : Sonates nos 2, 6, 14, 16, 18, 22, 28 (août 2012) (OCLC 906202117)
- Beethoven, Sonates nos 11 et 32 (22-23 novembre 1998, Ermitage FRERM 69668-2 / CLE Records) (OCLC 925527405 et 922641911)
- Beethoven, Variations Diabelli (juillet 2014, Atma Classique) (OCLC 945359675)